# Acanthochitona saundersi
Acanthochitona saundersi är en blötdjursart som beskrevs av Gowlett och Wolfgang Zeidler 1987. Acanthochitona saundersi ingår i släktet Acanthochitona och familjen Acanthochitonidae. Inga underarter finns listade i Catalogue of Life.